# Bartholomäus Gehler
Bartholomäus Gehler (* 7. Januar 1601 in Görlitz; † 23. April 1676) war Sekretär im Fürstentum Sagan und in Görlitz, insgesamt etwa zehn Jahre Görlitzer Bürgermeister und Landesherr.

## Leben
Bartholomäus entstammte der Görlitzer Familie Gehler. Er wurde am 7. Januar 1601 als Nachfahre eines Matthäus Gehler (* 1483; † 27. Dezember 1552 in Görlitz), der in Görlitz seinerzeit einen Brauhof besessen hatte, geboren. Seine entfernteren Vorfahren sind in der Lausitz seit 1456 belegt, so Nicolaus Gehler als Gutsbesitzer zu Leopoldshain. Dessen Sohn Michael war der Vater des genannten Matthäus.
Bartholomäus besuchte das Görlitzer Gymnasium, dann das collegium illustre Rosenbergianum in Scbieslaw (Böhmen) und Schulen in Weißena (Oberpfalz) und in Amberg. Sein Jurastudium absolvierte er in Frankfurt a. d. Oder und in Jena. 1629 wurde er Sekretär im Fürstentum Sagan und ein Jahr später in Görlitz. 1636 wurde er ebenda Syndikus, 1639 das erste Mal Bürgermeister. Noch im gleichen Jahr, als Görlitz Ziel von Brandschatzungen der Schweden (Dreißigjähriger Krieg) wurde, ritt Gehler mit mehreren nach Budweis zum General Johan Banér, um um „Linderung“ der Angriffe auf die Stadt zu bitten. Dieser Ritt sei „nicht ohne Lebensgefahr“ gewesen. Ein Jahr später unternahm er, ebenfalls mit Erfolg, eine Reise zu Pferde nach Beuthen zur „Stahlhandischen Armee“, um um Minderung oder Auflösung der Kontributionen zu bitten.
Gehler wohnte in der Neißstraße 30, dem späteren Haus der Oberlausitzischen Gesellschaft der Wissenschaften. Von seinem Haus bzw. von der Stadt überhaupt war er wegen der Belagerung der Schweden im Jahr 1641 ausgeschlossen.
Am 16. Oktober 1650 erhielt Gehler von Kaiser Ferdinand III. aus Prag einen Adelsbrief.
Am Tag bevor Gehler im Alter von 75 Jahren starb, soll als Vorzeichen „die Kerze vor dem Altar“ erloschen sein. Er wurde in der Frauenkirche beigesetzt, ein Epitaph erschuf man ihm in der Peterskirche. Über 3000 Menschen sollen seine Beerdigung besucht haben.
Gehler war Landesherr auf Niederludwigsdorf und Moys, und in erster Ehe (⚭ 12. November 1629) verheiratet mit Anna (geb. Multze; † 5. Mai 1646), in zweiter Ehe (⚭ 10. Mai 1647) mit Johann Nesens Tochter Sophia († 12. September 1689).

## Nachkommen und Gruft
Gehlers Tochter Dorothea Sophia (* 1. Mai 1659; † 21. September 1725) habe ein abenteuerliches Leben geführt, insofern sie mit Samuel Knorr von Rosenroth (⚭ 6. November 1679) verheiratet gewesen ist und nachdem sie im Jahr 1690 fern von ihrem Mann in die Schweiz und dann nach Holland gezogen ist, Umgang mit Madame de Bouvignon und Jean de Labadie hatte.
Bartholomäus Gehlers Sohn Johannes (* 30. September 1630; † 4. Juni 1679) war „prosyndicus“ in Görlitz. Von ihm stammt der lateinische Spruch in seiner Gruft am Nikolaikirchhof. Er entspricht einer Passage in Kohelet (Koh 9,5–7 ).

„Die Lebenden wissen, daß sie sterben werden, die Toten aber wissen nichts, verdienen auch nichts mehr, denn ihr Gedächtnis ist vergessen, daß man sie nicht mehr liebt noch hasset noch neidet und haben keinen Theil mehr auf der Welt in Allem was unter der Sonne geschieht. Darum geh’ hin und iß dein Brot mit Frieden, trink deinen Wein mit gutem Muth, denn dein Werk gefällt Gott.“

Die Gruft wurde nach einer Inschrift in ihr, in Bartholomäus Gehlers Todesjahr 1676 von seinem Sohn Johann erbaut. Nach den Quellen im Görlitzer Ratsarchiv hat der Bürgermeister Georg Endermann für die Familie Gehler im Jahr 1658 ein Begräbnis angelegt, das Bartholomäus Gehlers Sohn Johann vollendete und zuerst in ihr beigesetzt wurde.
Bartholomäus Gehlers Enkel Johann Wilhelm Gehler war insgesamt etwa zehn Jahre Görlitzer Bürgermeister.
Johann Wilhelm Gehler, der gleichnamige Bürgermeister des Jahres 1708/09 und bis zu seinem Tod im Jahr 1713, war des Vorigen Vater bzw. ein weiterer Sohn des Bartholomäus.
Der Physiker Johann Samuel Traugott Gehler war Bartholomäus Urenkel.